# Samsung Wave
Samsung Wave (GT-S8500) — смартфон компании Samsung Electronics, поступивший в продажу в мае 2010 года. Первая в мире модель, имеющая SuperAMOLED-экран, а также работающая на мобильной платформе bada. Используется пользовательский интерфейс TouchWiz 3.0. Также имеет металлический корпус. Телефон позиционируется как флагман сенсорных телефонов Samsung. За третий квартал 2010 года компания Samsung реализовала 2 миллиона устройств.
В списке лучших телефонов 2010 года по версии Mobile-review.com в номинации «Цена/Качество» Samsung Wave занял первое место. Также Samsung Wave был признан телефоном 2010 года, по мнению редакции Mobiset.ru.

## Комплект поставки
В комплект поставки входят:
- телефон;
- аккумулятор Li-Ion 1500 мА·ч;
- зарядное устройство;
- USB-кабель;
- проводная стереогарнитура;
- инструкция;
- CD с ПО;
- в некоторых комплектах поставки прилагается заранее установленная карта памяти MicroSD объёмом до 4 ГБ.

## Дополнительные функции
- Доступ к социальным сетям (Facebook, Twitter, MySpace) из одного приложения — Social Hub
- Магазин приложений, виджетов и тем Samsung Apps
- Датчик положения в пространстве, акселерометр
- Магнитный компас
- Датчик приближения
- Виджеты
- Встроенная мобильная GPS-навигация Samsung LBS (Route 66)
- Виброзвонок